# Ser'Darius Blain
Pour les articles homonymes, voir Blain (homonymie).
Ser'Darius Blain, né le 10 mars 1987, est un acteur américain. Il est principalement connu pour jouer dans les deux suites de Jumanji réalisées par Jake Kasdan : Jumanji : Bienvenue dans la jungle en 2017 et Jumanji: Next Level en 2019, et tenir un des rôles principaux dans la première saison de la série Charmed de 2018.

## Biographie
Ser'Darius Blain est amené à jouer sur scène à l'âge de douze ans par l'intermédiaire de sa mère, professeure d’anglais et de théâtre. C'est ensuite sur les conseils de sa petite amie qu'il fréquente l'association Actors, Models & Talent For Christ puis le New York Conservatory for Dramatic Arts (en) dont il sort diplômé en 2009.
Après des apparitions dans des courts métrages, il joue en 2011 dans Footloose de Craig Brewer puis a un petit rôle dans Star Trek Into Darkness en 2013 et The Guard (Camp X-Ray) en 2014. Il devient plus connu en jouant dans deux films de Jake Kasdan : Jumanji : Bienvenue dans la jungle en 2017 et Jumanji: Next Level en 2019, et interprétant un des rôles principaux dans la première saison de la série Charmed de 2018,.
Ser'Darius Blain est également entrepreneur, fondateur de la société Top Shelf Getaways qui organise des voyages de luxe,.

## Filmographie

### Cinéma
- 2009 : Sucker Punch de Ryan Gould (court métrage) : Combattant
- 2010 : The Truth About Lies de Shalako Gordon (court métrage) : Michael
- 2011 : Empty Sandbox de Leonora Anzaldua et Melissa M. Gibson (court métrage) : Cane
- 2011 : Footloose de Craig Brewer : Woody
- 2012 : Private War de Richard Gasparian (court métrage) : Caporal-chef White
- 2013 : Hearts Gamble de Jerry Digby (court métrage) : Dc
- 2013 : Star Trek Into Darkness de J. J. Abrams : militaire sur l'USS Enterprise
- 2014 : The Guard (Camp X-Ray) de Peter Sattler : Jackson
- 2014 : When the Game Stands Tall de Thomas Carter : Cam Colvin
- 2016 : Connexion mortelle (Missed Connections) de Jessica Janos : Sean
- 2017 : Jumanji : Bienvenue dans la jungle de Jake Kasdan : Anthony « Fridge » Johnson
- 2017 : Le Mariage de mon ex (en) (Literally, Right Before Aaron) de Ryan Eggold : DJ au mariage
- 2017 : Maybe Someday de Ryan Moulton : Skip
- 2019 : Beneath the Leaves (en) d'Adam Marino : Josh Ridley
- 2019 : Bolden (en) de Dan Pritzker (en) : Willie Cornish
- 2019 : Seberg de Benedict Andrews (en) : Louis Lewis (non crédité)
- 2019 : The Last Full Measure de Todd Robinson : Billy Takoda jeune
- 2019 : Jumanji: Next Level de Jake Kasdan : Anthony « Fridge » Johnson
- 2021 : Fortress de James Cullen Bressack : Ulysses
- 2021 : American Underdog d'Andrew et Jon Erwin : Mike Hudnutt
- 2022 : Fortress: Sniper's Eye (en) de Josh Sternfeld (en) : Ulysses
- 2023 : Til Death Do Us Part (en) de Timothy Woodward Jr. (en) : Groom

### Télévision
- 2010 : My Life in Facebook (mini-série) : Bob #1 (épisode 3)
- 2010 : Meet the Browns (en) : Mack Kane (saison 4, épisode 25)
- 2012 : Jane by Design : Carter (14 épisodes)
- 2012 : Vampire Diaries : Chris (saison 4, épisode 6)
- 2012 : Black Book : William James (épisode 1)
- 2013 : NCIS : Enquêtes spéciales : Grand joueur (saison 10, épisode 19)
- 2014 : Super Fun Night : TF Green (épisode 10)
- 2015 : Survivor's Remorse (en) : Jupitor Blackmon (4 épisodes)
- 2016 : Chicago Police Department : Brian Johnson (saison 3, épisode 16)
- 2016 : Shameless : Chuku (saison 7, épisode 5)
- 2016 : Sweet/Vicious : Damon Avery (épisode 2)
- 2018-2019 : Charmed : Galvin Burdette (17 épisodes)
- 2021 : The Big Leap (en) : Reggie Sadler (11 épisodes)
- 2022 : Caribbean Summer de Steven R. Monroe (en) (téléfilm) : Ford
- 2022 : Send Help : Ser'Darius (2 épisodes)
- 2023 : Grand Crew (en) : Clarke (saison 2, épisode 6)
- 2025 : The Rookie : Le Flic de Los Angeles : Teddy (saison 7, épisode 6)

### Jeux vidéo
- 2013 : Grand Theft Auto V : Population locale (voix)
- 2018 : NBA 2K19 : Nickyle Strong (voix)